# Lupinus cuatrecasasii
Lupinus cuatrecasasii är en ärtväxtart som beskrevs av Charles Piper Smith. Lupinus cuatrecasasii ingår i släktet lupiner, och familjen ärtväxter. Inga underarter finns listade i Catalogue of Life.